# Așezarea romană de la Turda - „Lișca”
Villa rustica este situată la circa 3 km sud-vest de cartierul Poiana, pe teritoriul localității Turda din județul Cluj, lângă fântâna și izvorul pârâului "Lișca" (în maghiară Liskakut), pe un loc arabil mai ridicat (unde a existat satul dispărut Élecsfalva). Izvorul este obârșia pârâului Lișca (numit și Füzespatak, Valea Fizeș, Valea Trăsnită), actualmente Valea Odăii Beteag.
În anul 2009 s-a descoperit la Turda o a doua "villa rustica" din perioada romană. Coordonatele geografice ale acestei așezări romane din extravilanul de nord-est al municipiului (lângă Valea Sărată - Pârâul Sf. Ion):
46.589246, 23.819039

## Monument istoric
Cod LMI: Așezarea romană Lișca din Poiana-Turda este înscrisă pe lista monumentelor istorice din județul Cluj, elaborată de Ministerul Culturii si Patrimoniului Național din România în anul 2010 (cod:  CJ-I-s-A-07211).
Cod RAN: 55268.08

## Legături exerne
- Roman castra from Romania (includes villae rusticae) - Google Maps / Earth Arhivat în 5 decembrie 2012, la Archive.is
- Lista monumentelor istorice[nefuncțională]
- Așezarea romană de la Lișca (Turda)[nefuncțională]